# Marko Tapio

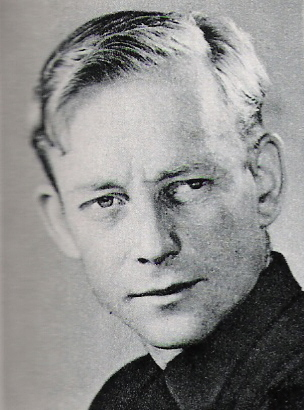
Marko Tapio.

Marko Tapio (egentligen Tapper), född 15 augusti 1924 i Saarijärvi, död där 14 juni 1973, var en finländsk författare. Han var bror till skulptören Kain Tapper och författaren Harri Tapper. 
Tapio var arbetsledare vid flottningsarbeten 1951–1955, därefter fri författare. Han fick sitt genombrott 1956 med romanen Aapo Heiskasen viikatetanssi; den skildrar bland annat de anpassningssvårigheter som var förenade med återkomsten från kriget. En stor romansvit, Arktinen hysteria, tänkt i fyra delar, blev aldrig fullbordad (de två första delarna utkom 1967 och 1968). Han skrev dessutom en novellsamling, tre mindre romaner, några detektivromaner och skådespel. Han tilldelades Kalevi Jäntti-priset 1953 och Pro Finlandia-medaljen 1971.